# Sábado
Pour plus de détails, voir Fiche technique et Distribution.
Sábado (littéralement « samedi ») est un film argentin réalisé par Juan Villegas, sorti en 2001.

## Synopsis
La vie de six jeunes de Buenos Aires, un samedi.

## Fiche technique
- Titre : Sábado
- Réalisation : Juan Villegas
- Scénario : Juan Villegas
- Photographie : Paola Rizzi
- Montage : Martín Mainoli
- Société de production : Tresplanos Cine
- Société de distribution :
- Pays :  Argentine
- Genre : Comédie
- Durée : 72 minutes
- Dates de sortie : 
  -  Argentine : 26 avril 2001 (festival international du cinéma indépendant de Buenos Aires), 22 août 2002

## Distribution
- Gastón Pauls : Gastón Pauls
- Daniel Hendler : Martín
- Camila Toker : Camila
- Mariana Anghileri : Natalia
- Leonardo Murúa : Leopoldo
- Eva Sola : Andrea

## Distinctions
Le film a remporté le Cœur de Sarajevo lors du festival du film de Sarajevo.